# هارتس‌رولوشن
هارتس‌رولوشن (به انگلیسی: HeartsRevolution) یک گروه موسیقی مستقر در نیویورک می‌باشد که ان‌ام‌ئی از آن به‌عنوان «الگوی گروهٔ پاپ مدرن» یاد کرده است. اعضای گروه را بن پولاک و لیلا «لو» صفایی تشکیل می‌دهند که تری «پرنس ترنس» کمبل در اجراهای زنده، به‌عنوان درامر به آن‌ها می‌پیوندد. کمبل پیش‌تر با گروه‌های پست-هاردکور کریستنسن، یور هاینس الکتریک و همچنین با سانتی‌گلد و اسپنک راک همکاری داشته است.
این گروه در سال ۲۰۰۸ در فهرست «فیوچر ۵۰» ان‌ام‌ئی، که «نوآورانی که موسیقی را به جلو می‌برند» را فهرست کرده، در رتبهٔ ۳۶ قرار گرفت. آن‌ها برای رسیدن به تمام اجراهای خود از وسایل حمل‌ونقل غیرمعمول استفاده می‌کنند و در آوریل سال ۲۰۰۸، برای نخستین تور خود در بریتانیا از یک کامیون بستنی استفاده کردند.
آن‌ها تا کنون یک وینیل ۱۲ اینچی تحت عنوان فرابنفش، یک ئی‌پی به نام چاقوی ضامن‌دار و یک وینیل مشترک ۶ اینچی با گروه کریستال کاستلز و یک ئی‌پی دیگر تحت عنوان سی‌وای‌اوای ۱۲ نیز منتشر نموده‌اند. ترانهٔ «رقص تا طلوع آفتاب» این گروه در سریال دختر سخن‌چین از شبکهٔ سی‌دابلیو پخش شده است. اولین آلبوم هارتس‌رولوشن تحت نام «برو یا بمیر» در ۱۵ آوریل سال ۲۰۱۴ از سوی ناشر اوسلا متعلق به اسکریلکس منتشر گردید. از سال ۲۰۱۴ تاکنون، آلبوم یا تک‌آهنگ جدیدی از این گروه منتشر نشده است.